# Italia (Romeinse rijk)
Italia was het gebied van het Romeinse rijk waarin de hoofdstad zelf, Rome, gelegen was. Het grondgebied van Italia kwam grotendeels overeen met dat van het latere, pas in de 19e eeuw ontstane koninkrijk en de huidige republiek Italië, maar viel niet helemaal hiermee samen.

## Republiek
Tijdens de Romeinse republiek omvatte het gebied van Italia lange tijd tevens het hele gebied van het Romeinse Rijk. Na de Punische oorlogen was het rijk tot buiten het Italiaanse schiereiland gegroeid. Ook werd door de Romeinse senaat verordonneerd dat er zich binnen Italia geen legioenen mochten ophouden. De bondgenotenoorlog (Bellum sociorum) was de laatste oorlog in Italia tussen Rome en niet-Romeinse volkeren tot aan de Grote volksverhuizing. Wel zouden er nog verschillende intern-Romeinse burgeroorlogen volgen.

## Keizerrijk
Toen Augustus ten slotte de rust deed wederkeren tijdens het principaat mocht nu wel als enig legeronderdeel de pretoriaanse garde, als lijfwacht van de princeps, in Italia gelegerd zijn.

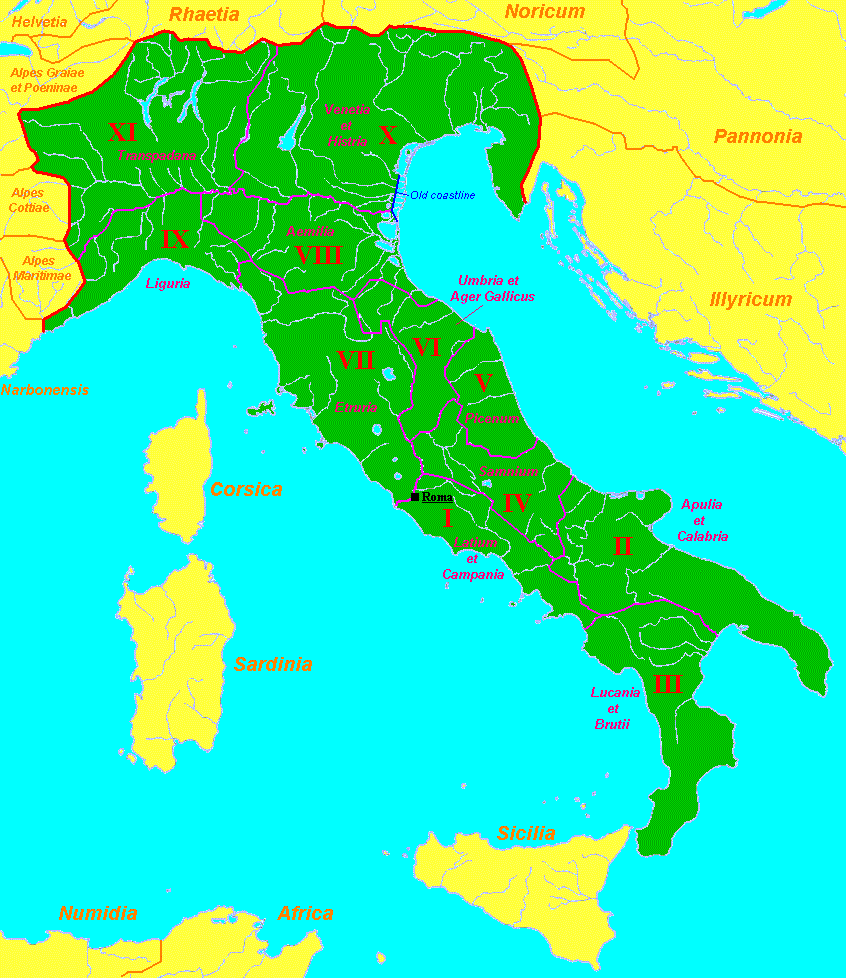
Italia met de bestuurlijke indeling van Augustus

Augustus verdeelde Italië in 11 bestuurlijke gebieden:
- Regio I Latium et Campania
- Regio II Apulia et Calabria
- Regio III Lucania et Bruttii
- Regio IV Samnium
- Regio V Piceni
- Regio VI Umbria (et ager Gallicus)
- Regio VII Etruria
- Regio VIII Aemilia
- Regio IX Liguria
- Regio X Venetia et Histria
- Regio XI Transpadana (dit betrof voorheen een deel van Gallia Cisalpina)

Lange tijd bleef deze indeling ook grotendeels bestaan tot aan de ingrijpende wijziging van het bestuur onder Diocletianus.
In de 4e eeuw, aan het begin van de christelijke periode, was heel Italië grondig "gelatiniseerd" en werd het Romeinse burgerrecht uitgebreid tot alle vrije inwoners van de provincie Italia. Er was een uitstekend systeem van wegen gebouwd en Italië deelde volledig in de rijkdommen die vanuit alle windstreken naar Rome vloeiden. Sindsdien heeft Italië lange tijd niet meer eenzelfde mate van welvaart en vrede gekend als toen. Het christendom breidde zich steeds verder uit.

## Late oudheid
Aan het eind van de 3e eeuw was het belang van Italia verminderd en vooral toen Constantinopel de nieuwe hoofdstad van het Romeinse rijk werd ging het bergafwaarts met Italia. Omstreeks 300 werd het Romeinse rijk door keizer Diocletianus verdeeld in twee delen: Oost en West. Italia werd onderdeel van het West-Romeinse rijk. Tijdens de Grote volksverhuizing, vanaf omstreeks 400, werd Italia herhaaldelijk geplunderd door de 'barbaren' en het  West-Romeinse rijk verloor in snel tempo grondgebied aan hen. Italia was uiteindelijk het laatste deel van het West-Romeinse rijk wat nog in handen van de Romeinen bleef tot de definitieve val in 476. De Goten veroverden Italia omstreeks 500 maar bewaarden de eenheid van het schiereiland, evenals de Byzantijnen die Italia veroverden toen de Oost-Romeinse keizer Justinianus een poging deed het Romeinse Rijk te herstellen. Toen ten slotte de Lombarden Italia binnenvielen was het definitief gedaan met de eenheid van Italia tot aan het succes van het streven naar Italiaanse eenheid in de 19de eeuw.
Achaea · Alexandria et Aegyptus · Africa · Alpes Cottiae · Alpes Maritimae · Alpes Poeninae · Arabia Petraea · Armenia Inferior · Asia · Britannia · Cappadocia · Cilicia · Corsica · Creta · Cyprus · Cyrenaica · Dacia · Dalmatia · Epirus · Galatia · Gallia (Aquitania · Belgica · Lugdunensis · Narbonensis) · Germania (Inferior · Superior) · Hispania (Baetica · Lusitania · Tarraconensis) · Italia · Iudaea · Lycaeonia · Lycia · Macedonia · Mauretania (Caesariensis · Tingitana) · Moesië (Inferior · Superior) · Noricum · Numidia · Pannonia (Inferior · Superior) · Pamphylia · Pisidia · Pontus et Bithynia · Raetia · Sardinia · Sicilia · Syria · Thracia

Tijdelijke bezettingen: Germania (7-9 n.Chr.) · Armenia (114-117 n.Chr.) · Assyria (116-117 n.Chr.) · Mesopotamia (115-117 n.Chr.)